# Laurent Petitgirard
Pour les articles homonymes, voir Petitgirard.
Œuvres principales
Musique symphonique, musique concertante, poème symphonique, musique de film, musique de scène, opéra 
(voir la rubrique) 
 Maigret (musique de la série télévisée) 
Joseph Merrick dit Elephant man, Guru (opéras)
Laurent Petitgirard est un compositeur et chef d'orchestre français, né le 10 juin 1950 à Paris.

## Biographie

### Famille et formation
Laurent Petitgirard naît à Paris le 10 juin 1950. Il étudie le piano avec son père Serge Petitgirard, élève d'Alfred Cortot et d'Yves Nat, et la composition avec son frère aîné Alain Kremski (Kremski est le nom de leur mère). 
Laurent Petitgirard est marié à  la comédienne Sonia Petrovna. Il a un  fils ( avec sa première épouse Dorothée Nonn)  Tristan Petitgirard qui est auteur, metteur en scène et comédien.

### Carrière professionnelle
Il compose plus d'une vingtaine d'œuvres de musique symphonique, opéras, ballets, musique de chambre et près de cent quarante musiques de films ou pour la télévision, dans un style « toujours raffiné, dramatique et précis à l'image ». Il est notamment l'auteur de la musique de plusieurs films de Francis Girod et de la série des Maigret. Il est également un compositeur d'œuvres lyriques avec entre autres, en 1998, son premier opéra Joseph Merrick dit Elephant man sur un livret d'Éric Nonn créé en 2002 à l'Opéra d'État de Prague dans une mise en scène de Daniel Mesguich. Une nouvelle production de cet opéra a été présentée en français en 2005 à l'Opéra de Minneapolis dans une mise en scène de Doug Varone. Son deuxième opéra, Guru (commande d'état), sur un livret de Xavier Maurel, traite de la manipulation mentale. Il a été enregistré à Budapest pour le label Naxos en octobre 2010 sous la direction du compositeur et a été créé le 28 septembre 2018 au Castle Opera de Szczecin (Pologne) dans une mise en scène de Damien Cruden, direction musicale Laurent Petitgirard et avec Hubert Claessens, Paul Gaugler et Sonia Petrovna. Une nouvelle production de Guru a été présentée sous la direction du compositeur du 24 au 28 février 2024 à l'Opéra de Nice dans une mise en scène de Muriel Mayette-Holtz. L'enregistrement de ses trois concertos, interprétés par Augustin Dumay, Gérard Caussé et Gary Hoffman, de ses six poèmes symphoniques et de la version intégrale de Daphnis et Chloé de Maurice Ravel avec l'orchestre et le chœur de l'Opéra national de Bordeaux est réalisé pour le label Naxos. La musique qu'il a composée pour le spectacle de Sonia Petrovna sur le Petit Prince d'Antoine de Saint-Exupéry est enregistrée chez Naxos en août 2013. Sa dernière œuvre est un ballet tiré du Si Yeou Ki (La Pérégrination vers l'Ouest) pour la chorégraphe chinoise Whang Yabin (CD Naxos sorti en avril 2023). Cette œuvre a été créée sous la direction du compositeur le 8 novembre 2024 par le NCPA Orchestra à l'Opéra de Pékin. Le ballet Si Yeou Ki a eu 40 représentations en Chine en 2024 ainsi que 3 en France en décembre 2024. Son concerto pour Hautbois et orchestre "Souen Wou K'ong" a été créé à Edimbourg et Glasgow en mars 2022 par François Leleux et le Scottish Chamber Orchestra.
Son trio "La Croisée des Arts" a été créé le 30 octobre 2024 à Madrid par le Trio Wanderer.
Il compose actuellement son troisième opéra "Houdini" sur un livret de Tristan Petitgirard.
Il fonde en 1989 l'Orchestre symphonique français qu'il dirige jusqu'en 1997. Il est un chef d'orchestre que les grandes formations musicales du monde invitent : Orchestre de l'Opéra national de Paris, Orchestre philharmonique de Monte-Carlo, Orchestre national de France, Orchestre national de Lyon, Orchestre national Bordeaux Aquitaine, Orchestre philharmonique de Nice, Orchestre philharmonique de Strasbourg, Orchestre symphonique de Bamberg, Orchestre symphonique de Berlin, Orchestre de la Tonhalle de Zurich, Orchestre de la Fenice, Orchestre de la Suisse romande, Orchestre national d'Espagne, Orchestre d'État de Moscou, Orchestres Philharmonique et KBS de Séoul, Orchestre National de Chine. 
En 2004, il est élu directeur musical de l'Orchestre Colonne à Paris. Son contrat est périodiquement renouvelé, portant son engagement jusqu'en juin 2020. Il a mis fin à ses fonctions de directeur musical en avril 2018, deux ans avant la fin de son mandat, pour se consacrer à la composition et à son activité de chef invité. Il continuera à diriger l'Orchestre Colonne en tant que chef invité.  
De 2013 à 2016, il a dirigé le nouveau cursus de Composition de musique à l'image du Conservatoire national supérieur de musique et de danse de Paris. Il a présidé 8 fois le Conseil d'administration de la SACEM entre 2006 et 2016. Il est lauréat du grand prix lycéen des compositeurs 2000 et des Prix Musique en 2001 et Opéra en 2003 de la SACD. 
Membre de l'Académie des beaux-arts (Institut de France) où il a succédé à Marcel Landowski, il en est élu Secrétaire perpétuel le 1er février 2017.

## Œuvres

### Opéras
- Joseph Merrick dit Elephant man (1996-1999), Éditions Durand, créé à Prague en février 2002, CD Naxos, DVD Marco Polo
- Guru (2006-2009) Éditions OSF Productions, CD Naxos, sera créé au Castle Opéra de Szczecin (Pologne) le 28 septembre 2018 dans une mise en scène de Damian Cruden.

### Œuvres symphoniques
| - Souen Wou K'ong Concerto pour hautbois et orchestre (2020-2021) Ed OSF Productions - Si Yeou Ki Ballet (2019-2020) Ed OSF Productions - Dilemme pour flûte, harpe et orchestre à cordes (2017) Ed Durand - Solitaire Poème symphonique (2015) Éditions Durand - États d'âme pour saxophone et orchestre (2011-2012) Éditions Durand - Les Douze Gardiens du Temple (2003-2004) Éditions Durand - Dialogue pour alto et orchestre (2002-2003) Éditions Durand - Poème pour Grand Orchestre à cordes (2002) Éditions Durand - Le Fou d'Elsa (2000) Éditions Durand | - Concerto pour violoncelle et orchestre (1994) Éditions Durand - Le Marathon (1992 révision 2011) Éditions Durand - Euphonia (1988-1889 révision 2011) Éditions Durand - Le Légendaire, C° pour violon, chœurs et orchestre (1984) Éditions Durand - Musique d'Automne pour douze cordes solistes (1974) (Éditions L. Alberti) - L'Arche, Ballet pour 20 flûtes, 4 percussions et voix de basse (1973) |

### Musique de chambre
- Bribes (2016) trio pour clarinette (ou saxophone alto), violoncelle et piano (Éditions Durand) créé à Albi au Festival Ton Voisins en juin 2016 Le Petit Prince pour chœur mixte, clarinette, harpe et 3 percussionnistes (2010) musique pour le spectacle de Sonia Petrovna pour l'Opéra d'Avignon en mai 2010 (CD Naxos)
- Réflexions croisées pour violoncelle et percussion (2008), commande du Concours Navarra (Éditions Durand)
- Le Temple pour piano (2005 - Éditions Durand) créé le 20 mai 2008 à Reims par Jean-Philippe Collard
- Le Plus ardent à vivre… (2001) septuor pour harpe, flûte, clarinette et quatuor à cordes, création à Mulhouse le 14 juin 2003 par Marielle Nordmann, Jean Ferrandis, Florent Héau, Quatuor Chambertin. (Éditions Durand)
- Le Fou d'Elsa (2000) cycle de mélodies sur des poèmes de Louis Aragon pour voix d'alto, violoncelle et piano. Créé le 20 janvier 2002 par Nathalie Stutzmann, Inger Södergren et François Guye (Éditions Durand)
- Le Songe de Merrick (1999) pour harpe solo, commande du Concours Lily Laskine, créé à Deauville en septembre 1999 (Éditions Durand)
- Hamelin pour violoncelle solo et récitant (1984). Créé en 1984 au festival de Lascours par Frédéric Lodéon et Sonia Petrovna. (Éditions Durand)
- Suites du Marathon pour 1 et 2 pianos (1983). Créées en 1983 à Newport (États-Unis) par Jean-Philippe Collard et Laurent Petitgirard (Éditions Mario Bois)
- Sonate pour piano et violon (1982). Créée Salle Gaveau et enregistrée en 1983 par Erick Friedman et Laurent Petitgirard (Éditions Mario Bois)
- Octuor pour 8 violoncelles solistes (1980). Partition révisée publiée en septembre 2000 (Éditions Mario Bois)
- Triptyque pour guitare (1979) Créé en 1980 Salle Pleyel à Paris et enregistré à Rome en 1982 par Paolo Pilia, répertoire Eduard Agullo (Éditions Mario Bois)
- Le Lien, texte de Claude Confortès (1977) (mezzo, violoncelle, chœurs d'hommes). Créé en 1977 Salle Gaveau à Paris par Anna Ringart et René Benedetti (Éditions Mario Bois)
- Quintette avec piano (1976). Créé en 1977 Salle Gaveau par le Quatuor Français et le compositeur ((Éditions Mario Bois)
- Méandres pour piano (1976) créé en 1977 par le compositeur Salle Gaveau à Paris (Éditions Mario Bois)
- Prélude pour contrebasse (1975) créé par François Rabbath en 1975 Salle Gaveau à Paris

### Musiques de films

#### Cinéma
| - 1971 : La Pente douce de Claude d'Anna - 1972 : L'Apocalypse de Jean-Claude Sée (avec Alain Kremski) - 1973 : Un officier de police sans importance de Jean Larriaga - 1973 : L'Oiseau rare de Jean-Claude Brialy - 1974 : Rosebud d'Otto Preminger - 1976 : Le Diable au cœur de Bernard Queysanne - 1975 : La Maison des amants de Jean-Paul Sassy - 1978 : L'Amant de poche de Bernard Queysanne - 1981 : Asphalte de Denis Amar - 1981 : Le Roi des cons de Claude Confortès (avec Nicolas Errèra) | - 1982 : La Nuit de la mort de Raphaël Delpard et Richard Joffo - 1984 : La Nuit du risque de Sergio Gobbi - 1990 : Lacenaire de Francis Girod - 1993 : Drôles d'oiseaux de Peter Kassovitz - 1998 : Terminale de Francis Girod - 1999 : Quasimodo d'El Paris de Patrick Timsit - 2004 : Là-haut, un roi au-dessus des nuages de Pierre Schoendoerffer - 2005 : Un ami parfait de Francis Girod - 2008 : John Rabe, le juste de Nankin de Florian Gallenberger |

#### Télévision

##### Séries télévisées
| - Carnet de vie (5x1h00) d'Éric Le Hung - Folies Offenbach (6x1h00) de Michel Boisrond - Toutes griffes dehors (6x1h00) de Michel Boisrond - L'histoire contemporaine (4x1h30) de Michel Boisrond - Série rose (4x1h00) de Michel Boisrond - Police des polices (6x1h00) de Michel Boisrond - Clémence Aletti (6x1h00) de Peter Kassovitz | - Les hommes de bonne volonté (6x1h00) F.Villiers - Diane Lanster (2x1h30) de Bernard Queysanne - Les Quatre Cents Coups de Virginie (6x1h00) de Bernard Queysanne - La belle époque (3x1h30) de Gavin Miller - La marquise des ombres (2x1h30) d'Édouard Niermans - Maigret avec Bruno Cremer (54x1h30) |

##### Téléfilms
| - L'Orange amère de Roger Hanin - Le Château-faible de Jean Larriaga - Le Rabat-joie de Jean Larriaga - Louis Renault de Jean Larriaga - Marion et son tuteur de Jean Larriaga - La Tendresse de Bernard Queysanne - Irène et sa folie de Bernard Queysanne - Hélas Alice est lasse de Bernard Queysanne - Antoinette de Bernard Queysanne - Le Billard écarlate de Bernard Queysanne - Diane Lanster de Bernard Queysanne - Dans la citadelle de Peter Kassovitz | - Une femme jalouse de Peter Kassovitz - Fausses notes de Peter Kassovitz - Le Mariage blanc de Peter Kassovitz - Contrôle d'itentité de Peter Kassovitz - Tarzan, la reine de la jungle de Peter Kassovitz - L'Énigme blanche de Peter Kassovitz - Les Mains d'Orlac de Peter Kassovitz - Stirn et Stern de Peter Kassovitz - Old Falks de Peter Kassovitz - Bonjour tristesse de Peter Kassovitz - Faussaires et Assassins de Peter Kassovitz | - Une femme sans histoire de A. Tasma - Meurtre en ut majeur de Michel Boisrond - Bienvenue au paradis de Michel Vianey - Naissance d'un jour de Jacques Demy - La Classe américaine de Michel Hazanavicius et Dominique Mezerette - Un amour de cousine de P. Joassin - Orages de Peter Kassovitz - Quand la mer se retire de Laurent Heynemann - Sang noir de Peter Kassovitz - 2006 : L'Oncle de Russie de Francis Girod - 2009 : Un souvenir de Jacques Fansten |

| - Sacha Guitry de Marcel Jullian - Versailles de Gérard Corbiau - La traque des nazis d'Isabelle Clark et Daniel Costelle | - Crazy Cow-Boy de Mordillo-Duduyer - Le Monde irrésistible de Richard Scarry (The Busy World of Richard Scary) (156 × 6e), CINAR - Paramount | - La Légende vraie de la tour Eiffel de Simon Brook |

## Décorations
Le 31 décembre 2008, Laurent Petitgirard est nommé au grade de chevalier dans l'ordre national de la Légion d'honneur au titre de « membre de l'Académie des Beaux-Arts, compositeur ; 35 ans d'activités artistiques » puis fait chevalier le 10 mars 2009. Il est promu au grade d'officier le 14 avril 2017 au titre de « compositeur, chef d'orchestre, vice-président d'une société de gestion de droits d'auteur » et fait officier le 28 juin 2017. Le 15 janvier 2025, il est promu au grade de commandeur au titre de « compositeur, chef d'orchestre, secrétaire perpétuel de l'Académie des beaux-arts ».
Le 2 mai 2012, il est nommé au grade d'officier dans l'ordre national du Mérite au titre de « compositeur, chef d'orchestre, membre de l'Académie des Beaux-Arts, président du conseil d'administration de la Société des auteurs, compositeurs et éditeurs de musique ; 39 ans de services ».
Il est commandeur de l'ordre des Arts et des Lettres et officier de l'ordre du Mérite culturel de Monaco.